# 白崎海岸

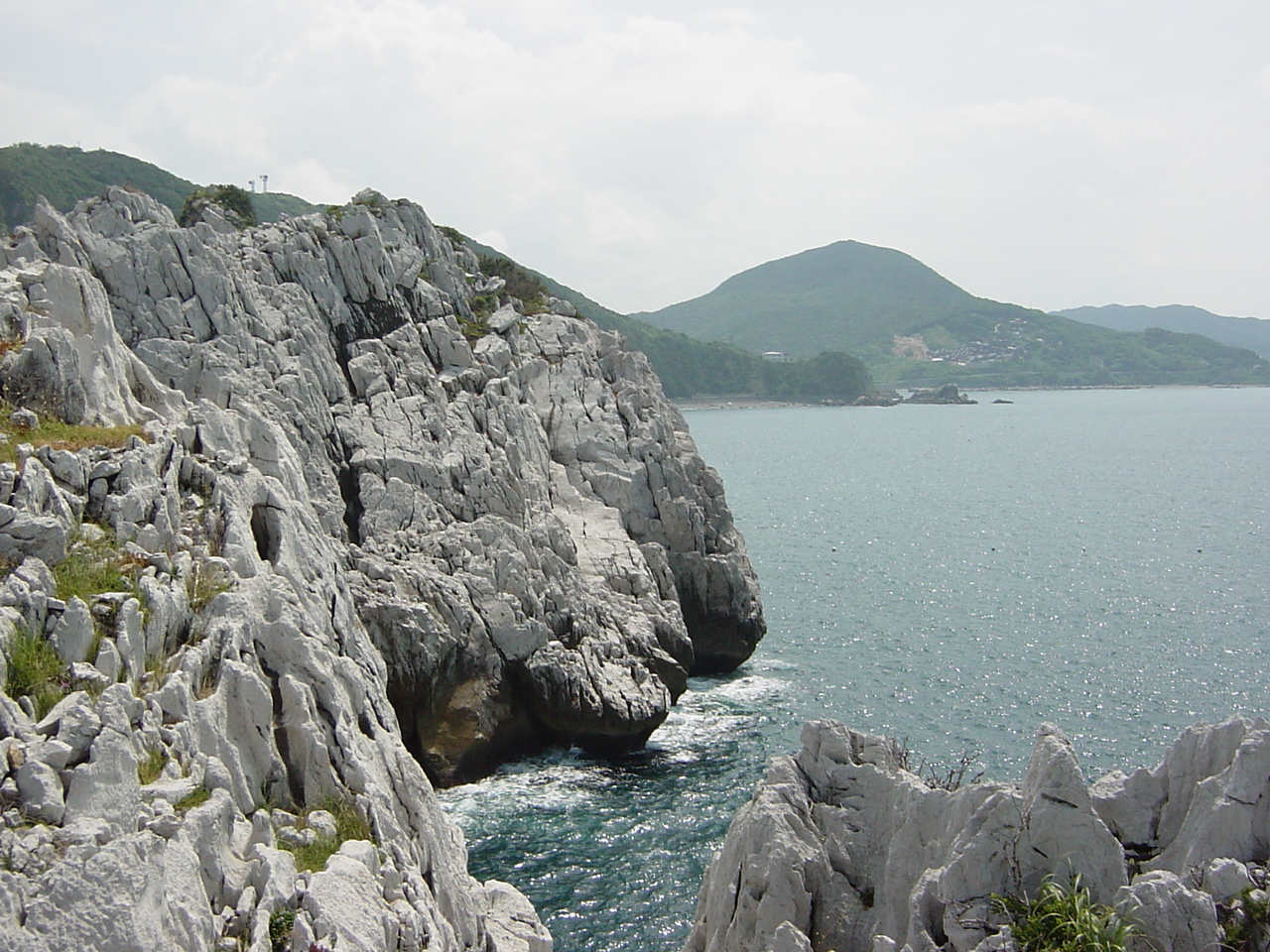
白崎海岸

白崎海岸（しらさきかいがん）は、和歌山県日高郡由良町にある海岸である。

## 概要
付近は白崎海岸県立自然公園に指定され、日本の渚百選に選定されている。白い石灰岩で囲まれた白崎海洋公園を中心にダイビングスポット、海水浴場が多数あり、黒島周辺や由良港は海釣りでも賑わう。
毎年3月から7月頃にはウミネコの大群が飛来し、明治時代までニホンアシカが周辺に生息していたなど豊かな生態系が存在した。
水仙の群生地であり、10万株以上の水仙が植わっており、白と黄色の可憐な花と、甘い香りは冬の白崎海岸に美しい景観を与えている。
2009年4月読売新聞社主催の平成百景に選定された。

### 地質学的な特色
この海岸は、日本国内では珍しい石灰質の岩石が形作る海岸であり、その白亜色は、独特の景観を与えているが、地質学的には、この海岸は恐竜が出現したとされる古生代後半のペルム紀に誕生したものと言われており、また、現に地中からはウミユリや紡錘虫等、ベルム紀の海洋生物の化石が多数発見されている。

## 周辺施設
- 白崎海洋公園
- 由良海つり公園
- 重山
- 興国寺
- 白崎青少年の家
- 鍾乳洞

## 交通アクセス
- 湯浅御坊道路広川ICより国道42号経由、紀伊由良駅近くの交差点「里」を右折
- JRきのくに線紀伊由良駅より中紀バス白崎方面行き又はタクシー利用

## 脚註
1. 1 2 3 4  　『紀州浪漫』Vol43　2012年冬号　（発行元：和歌山県観光連盟　発行日：2012年12月1日　閲覧日：2013年2月6日）
2. ↑  中村一恵, 1991年,『伊豆諸島に生息していたニホンアシカについて』, 神奈川県立博物館研究報告, 20号, 59-66頁, 神奈川県立博物館
3. ↑  『解決！センター地学』（Z会出版社　2011年8月2日閲覧）